# Mattia Perin
Mattia Perin, född 10 november 1992 i Latina, är en italiensk fotbollsmålvakt som spelar för Juventus. Han har även representerat det italienska landslaget.